# Spilargis ignicolor
Genre
Espèce
Synonymes
- Spilargis ignicolor bimaculata Strand, 1909

Spilargis ignicolor, unique représentant du genre Spilargis, est une espèce d'araignées aranéomorphes de la famille des Salticidae.

## Distribution
Cette espèce se rencontre en Nouvelle-Guinée et aux Moluques.

## Description
Le mâle mesure 6,3 mm et la femelle 6,5 mm.

## Systématique et taxinomie
Spilargis ignicolor bimaculata a été placée en synonymie avec Spilargis ignicolor par Nentwig, Blick, Gloor, Jäger et Kropf en 2019.

## Publication originale
- Simon, 1902 : Description d'arachnides nouveaux de la famille des Salticidae (Attidae) (suite). Annales de la Société Entomologique de Belgique, vol. 46, p. 24-56 & 363-406 (texte intégral).